# Зимец
Зимец — деревня в Духовщинском районе Смоленской области России. Входит в состав Булгаковского сельского поселения. Население — 311 жителей (2007 год). 
Расположена в северной части области в 1 км к северу от Духовщины, в 0,1 км западнее автодороги Р136 Смоленск — Нелидово, на берегу реки Царевич. В 25 км юго-восточнее деревни расположена железнодорожная станция Присельская на линии Москва — Минск. 

## История
В годы Великой Отечественной войны деревня была оккупирована гитлеровскими войсками в июле 1941 года, освобождена в сентябре 1943 года.